# مکائوی بال‌آبی
مکائوی بال‌آبی (نام علمی: Primolius maracana) نام یک گونه از سرده مکائوهای سبز است.